# Ервин Шинко
Ервин Шинко (рођен: Franz Spitzer) (Апатин, 5. октобар 1898 − Загреб, 26. март 1967) био је југословенски писац мађарског порекла, члан Савеза комуниста Југославије (СКЈ), учесник Народноослободилачке борбе (НОБ) и редовни члан Академије знаности и умјетности у Загребу. 

## Биографија
Рођен је у Апатину, 5. октобра 1898. године, у имућној јеврејској породици, која се бавила трговином кудеље.
Престижну Основну школу јеврејске црквене општине, као и четири разреда Грађанске школе, завршио је у родном граду, док је средњошколско образовање наставио у суботичкој Гимназији. Током Првог светског рата, 1917. године, мобилисан је и послат на фронт.
Под снажним утицајем, тада изразито актуелне, социјалистичке идеологије (била је присутна и у његовој породици, јер је један од рођака био уредник лево оријентисаног политичког часописа), приступио је, заједно са сестром Барбаром, револуцији у Мађарској, где је учествовао, под вођством Беле Куна, у стварању краткотрајне совјетске републике. Након слома Мађарске совјетске републике живео у краћим периодима широм Европе (Беч, Париз, Цирих, Москва), са краткотрајним боравцима на подручју тадашње Краљевине Југославије.
У периоду 1935-1937. година борави у Москви. Године 1939. постаје држављанин Краљевине Југославије.
По избијању Другог светског рата из Француске враћа се у Југославију и преко Дрвара, 1941. године, прелази у италијанску окупациону зону, да би један део рата провео у интернацији, у концентрационом логору на Рабу. Након пуштања на слободу, прикључује се, 1943. године, партизанским јединицама.
После рата, настанио се у Загребу, али је често боравио у Новом Саду, где је био ангажован као професор, а од 1959. године и шеф Катедре за мађарски језик и књижевност на Филозофском факултету. Дописни члан Југославенске академије знаности и умјетности постао је 1950. године, а од 1960. године, и њен редован члан.

## Књижевна каријера
У свет књижевности ушао је 1916. године, објавивши прве поетске радове (збирка песама „Ноћи и зоре“), под псеудонимом Ервин Шинко, а који ће, од тада, користити целог живота. За време боравка у Бечу (1922) покреће књижевни часопис „Тествер“, да би своје књижевне прилоге, до 1939. године, публиковао у познатим европским часописима, у Будимпешти, Бечу, Братислави, Клуж-Напоки, Паризу, Москви, итд. Након ослобођења, објављује и у бројној југословенској књижевној периодици („Литература“, „Република“, „Форум“, итд).
Богати књижевни опус Ервина Шинка, између осталог, чине: збирке песама („Болни Бог“-Беч 1922), романи („Четрнаест дана“-1947. и „Оптимисти“-1954), новеле („Аронова љубав“-1951. и „Егидис креће на пут“), књижевне студије и есеји („Фаланга Антихриста“-1957), „Баук кружи Европом“-1951) и дневници („Роман једног романа“-1955. и “Дрварски дневник”-1987).

## Смрт и наслеђе
Умро је у Загребу на гробљу Мирогој, 26. марта 1967. године, а у знак поштовања према Шинковом књижевном стваралаштву, једна улица у Апатину носи његово име.
Дуго времена, на једној кући у улици Димитрија Туцовића у Апатину, налазила се погрешно постављена спомен плоча, на којој је између осталог писало, да то родна кућа Ервина Шинка. Увидом у Матичне књиге рођених, може се констатовати да је његова родна кућа наведена под бројем 742, односно кућа у данашњој улици Петра Драпшина бр. 11 (данас трговачка радња „Квин“).